# Sergente Bilko
Sergente Bilko è un film del 1996 diretto da Jonathan Lynn.

## Trama
Il Sergente Bilko ufficialmente è il responsabile dell'autoparco della base di Fort Buxter. In realtà, con l'aiuto dei suoi fedeli sottoposti, gestisce un organizzatissimo "centro di intrattenimento" per i residenti della base. Non sa però che sta per ricevere l'ispezione del suo acerrimo nemico, il maggiore Thorn, che, per vendicarsi di un torto passato, farà di tutto per trasferirlo dalla sua amata base.